# エメリッヒ・フォン・アルコ・アオフ・ファーライ

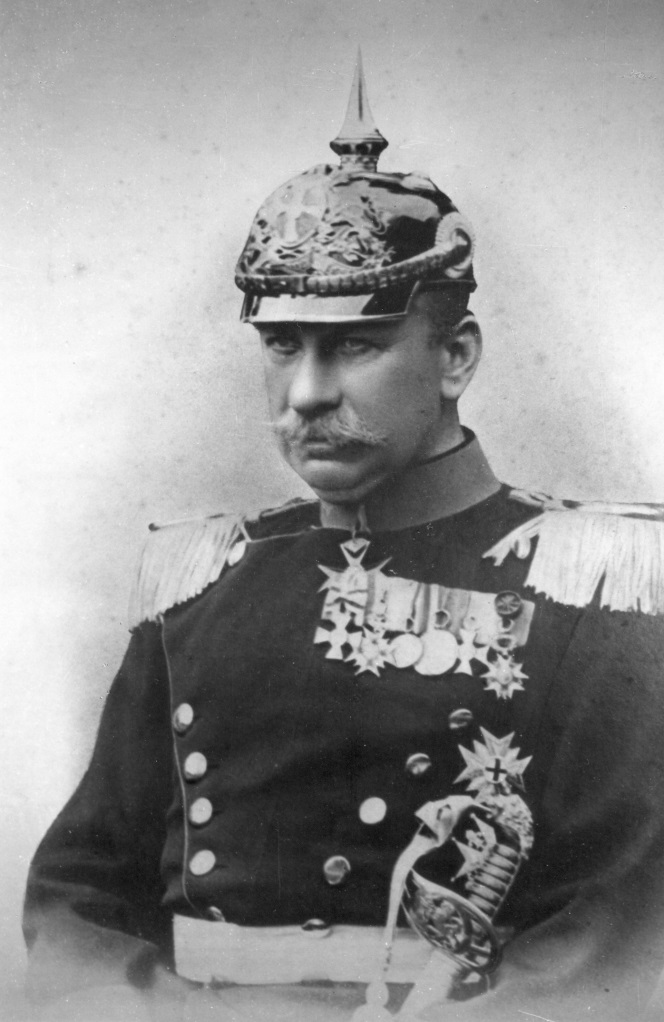
エメリッヒ・フォン・アルコ・アオフ・ファーライ伯爵

エメリッヒ・フォン・ウント・ツー・アルコ・アオフ・ファーライ（Emmerich Graf von und zu Arco auf Valley, 1852年2月8日 ミュンヘン - 1909年7月14日 ペトロポリス）は、ドイツの外交官。伯爵。駐日ドイツ特命全権公使（在任1901年 - 1906年）などの大使職を歴任した。

## 生涯
バイエルン王国の大地主・政治家マクシミリアン・フォン・アルコ・アオフ・ファーライ伯爵とその妻の伯爵令嬢アンナ・マレスカルキ（1813年 - 1885年）の間の第8子、末息子として生まれる。1870年・1871年普仏戦争に従軍。法学を学び、1879年から1880年までミュンヘンで弁護士として働く。その後外交官に転じ、在ブリュッセル公使館書記官（1880年 - 1881年）、在ローマ大使館書記官（1882年 - 1885年）、駐アレクサンドリア総領事（1886年 - 1888年）、在マドリード大使館首席書記官（1888年 - 1891年）、在ロンドン大使館首席書記官（1891年 - 1897年）を務める 。
駐日全権公使（1901年 - 1906年）、駐ギリシャ全権公使（1906年 - 1908年）、駐ブラジル全権公使（1898年 - 1900年、1908 - 1909年）を歴任。駐日全権公使在任中、ドイツ東洋文化研究協会会長を務めた。2度目の駐ブラジル全権公使として赴任してまもなく、心不全で急死した。
クルト・アイスナーの暗殺犯アントン・フォン・アルコ・アオフ・ファーライは甥にあたる。

## 引用
1. ↑  Paul Hatzfeldt, Gerhard Ebel, Michael Behnen: Botschafter Paul Graf von Hatzfeldt. Nachgelassene Papiere 1838–1901. Band 2, Boldt, 1976, ISBN 3-7646-1663-6, S. 897 (Digitalisat)
2. ↑  Vorstand und Beirat der OAG
3. ↑  Count Von Arco-Valley. In: The New York Times. 15. Juli 1909, Count von Arco-Valley. Rio Janeiro, July 14. – Count von Arco-Valley, the German Minister to Brazil, died suddenly in ths city last night of heart failture.